# 地域リーグ (ラグビー)
日本におけるラグビーユニオンの社会人地域リーグは、3つの地域のラグビーフットボール協会（関東協会、関西協会、九州協会）それぞれが管轄・運営している。リーグ開催期間は、毎年9月ごろから遅くとも12月まで。シーズンの終わり（1月ごろ）には入替戦や、3地域を合わせた順位決定戦を行う。社会人の頂点となるジャパンラグビーリーグワンとは、入替戦や交流戦などを行わない。
最新年度の対戦・順位・入替戦・3地域社会人リーグ順位決定戦の結果は「2024年の地域リーグ (ラグビー)」を参照。

## 概要
各地域協会が運営する地域リーグは、以下のとおり（2024年9月のシーズン開幕時点）。

### 関東ラグビーフットボール協会
- トップイーストリーグ[1]
  - Aグループ - 5チーム。上位2チームは3地域社会人リーグ順位決定戦へ進出。下位2チームはBグループと入替戦。
  - Bグループ - 5チーム。上位2チームはAグループと入替戦。下位2チームはCグループと入替戦。
  - Cグループ - 8チーム。上位2チームはBグループと入替戦。下位2チームは関東社会人1部と入替戦。
- 関東社会人リーグ - トップイーストリーグの下位リーグ。[1]
  - 1部 - 8チーム。上位2チームはトップイーストCグループと入替戦。下位1チームは2部Aリーグと入替戦。
  - 2部Aリーグ - 8チーム。上位1チームは1部と入替戦。下位1チームは2部Bリーグと入替戦。
  - 2部Bリーグ - 7チーム。上位1チームは2部Aリーグと入替戦。下位1チームは3部と入替戦。
  - 3部 - 4チーム。上位2チームは2部Bリーグと入替戦。

### 関西ラグビーフットボール協会
- トップウェスト[2]
  - Aリーグ - 8チーム。上位2チームは3地域社会人リーグ順位決定戦へ進出。下位2チームはBリーグと入替戦。
  - Bリーグ - 8チーム。上位2チームはAリーグと入替戦。下位2チームはCリーグと入替戦。
  - Cリーグ - 7チーム。上位2チームはBリーグと入替戦。

### 九州ラグビーフットボール協会
- トップキュウシュウ[3]
  - 8チーム。４チームずつ2つのカンファレンスに分かれて対戦。上位2チームずつは決勝トーナメント（1位-4位決定戦）へ。下位2チームずつは5位-8位決定トーナメントへ。
  - 上位2チームは3地域社会人リーグ順位決定戦へ進出。

### かつて存在した地域リーグ（2003年以降）
- トップノース（2008年度[4][5]を最後に活動休止） - 終了後は、同じ関東ラグビーフットボール協会によるトップイーストあるいは関東社会人リーグへ合流するなどした。
- Fリーグ （2022年度が最後）- 「フレンドリーリーグ」ともいう[6]。30分ハーフの試合を行うリーグで、関東社会人3部のフォーマットで参加できないチームで行っていた[7]。

## 3地域社会人リーグ順位決定戦
各地域リーグの1部の上位チームで行われる順位決定戦。地域リーグの頂点を決する対戦となる。2022年度（2022-23シーズン）は各地域から1チームずつだったが、2023年度（2023-24シーズン）から2チームずつが出場。
最新大会の詳細・結果は、「2024年の地域リーグ (ラグビー)#3地域社会人リーグ順位決定戦」を参照。

## 歴史
2003年に全国リーグであるトップリーグが創設される前は、東日本（東日本社会人リーグ）、関西（関西社会人リーグ）、西日本（西日本社会人リーグ）の3地域に分かれてリーグ戦を行い、各地域リーグの上位チームが全国大会である全国社会人大会に出場し、社会人日本一を決めていた。
2003年トップリーグ発足に伴い、各地域リーグはそれぞれトップリーグの2部リーグとなり、「トップノース」（1部制、2008-2009シーズン終了後休止）、「トップイーストリーグ(1部・2部の2部制、旧トップイースト10、トップイースト11)」（下部に関東社会人リーグ）、「トップウェスト」（A・B・Cの3部制）、「トップキュウシュウ」（A・Bの2部制）として開催された。
また、2017年からはトップリーグの下にジャパンラグビートップチャレンジリーグが創設されたため各地域リーグは3部リーグ以下のクラスになった。2021年からのさらなるリーグ機構改革でトップリーグが3部制（現在のトップリーグとトップチャレンジを8チームずつ×クラス別3部リーグ制）に移行する予定であるため、地域リーグは4部以下のクラスになる。
2021年、日本ラグビーフットボール協会主催の全国社会人リーグの頂点トップリーグや、トップチャレンジリーグが終了。
2022年から一般社団法人ジャパンラグビーリーグワンが主催するJAPAN RUGBY LEAGUE ONEが開幕した。地域リーグとリーグワンとの入替戦は行われない。リーグワンにおいては、一定の観客席数を持つホームグラウンド整備や地域コミュニティの運営などを重視する参入条件があるほか、チーム数の不足が無い限りは新規参入の募集を行わない。
2023年にジャパンラグビーリーグワンは、2024-25シーズンからDIVISION3（3部）に参入するチームを初めて募集。5チームが参入申請を行った。2024年1月31日、参入する3チーム（ルリーロ福岡、ヤクルトレビンズ、セコムラガッツ）が発表された。
2024年度のトップキュウシュウから、参加チーム減少のため、それまでの2リーグから1リーグへと統合された。

## トップリーグへの昇格条件の変遷
以下は、かつて社会人チームの頂点となるジャパンラグビートップリーグが運営されていた2003年から2021年までの状況をまとめたものである。
2003年から2018年までの昇格・降格のチーム名についてはen:Top Challenge Leagueの各シーズンを参照されたい。
2003-2004シーズンから2004-2005シーズン
トップイースト・トップウェスト・トップキュウシュウの各1位チームが2つのトップリーグ自動昇格枠をかけた「トップチャレンジ1」（3チーム総当たり戦）に進み、上位2チームは自動昇格、3位チームはトップリーグ10位チームとの入替戦に進む。
トップウェスト・トップキュウシュウの2位チームとトップイースト代表の3チームが「トップチャレンジ2」（3チーム総当たり戦）に進む。「トップチャレンジ2」の1位がトップリーグ9位チームとの入替戦に進む。
トップイースト代表はトップイーストの2・3位チームとトップノースの1位チームの3チームがステップラダー方式でプレーオフ開催。トップイーストの2位チームがシード、トップイースト3位とトップノース1位にが1回戦を行い、その勝者とシードされたトップイースト2位が決勝戦を戦う。勝利チームがトップイーストの2位扱いで「トップチャレンジ2」の出場権を得る。
2005-2006シーズン
トップリーグが次シーズンより14チームに拡大。それに伴い「トップチャレンジ1」の上位2チームの自動昇格は変わらないが、3位チームはトップリーグ12位チームとの入替戦に進む。「トップチャレンジ2」は今シーズンに限り1位だけでなく参加した全チームが入れ替え戦に進む。1位がトップリーグ11位チーム、2位がトップリーグ10位、3位がトップリーグ9位と戦う。
2006-2007シーズンから2009-2010シーズン
「トップチャレンジ1」は前年までと同様。「トップチャレンジ2」は2004-2005シーズンまでに戻り、1位のみが入替戦へ出場。1位がトップリーグ11位チームとの入替戦に進む。
また、2006-2007シーズンよりトップノースとトップイーストとの代表決定プレーオフは廃止され、トップチャレンジ2への出場チームはイースト・ウェスト・キュウシュウ全て2位チームになった。なおトップノースは2008-2009シーズンを持って休止となった。
2010-2011シーズンから2011-2012シーズン
2010-2011シーズンよりトップチャレンジの試合方式が変更された。
これまで「トップチャレンジ1」・「トップチャレンジ2」は同時進行であったが、「トップチャレンジ2」を先に行い、ここで1位になったチームが「トップチャレンジ1」へ進出するシステムへと変更。これにより「トップチャレンジ1」は3チーム総当たりから4チーム総当たりに変更。これまで通り上位2チームは自動昇格。3位はトップリーグ11位、4位はトップリーグ12位チームとの入替戦に進む。これにより「トップチャレンジ2」を1位で通過したチームが「トップチャレンジ1」の成績次第ではいきなり自動昇格のチャンスを得ることも可能になった。
2012-2013シーズン
トップリーグが次シーズン16チームに拡大。「トップチャレンジ1」の上位2チームは自動昇格、3位はトップリーグ13位、4位はトップリーグ14位との入替戦に進む。「トップチャレンジ2」は従来通りである。
2013-2014シーズンから2014-2015シーズン
トップリーグの入替システムが見直され、自動昇降格枠が「1」、入替戦枠が「3」に変更される。「トップチャレンジ1」は1位のみが自動昇格、2位がトップリーグ15位、3位がトップリーグ14位、4位がトップリーグ13位との入替戦に進む。「トップチャレンジ2」は従来通りである。
2015-2016シーズン
ラグビーワールドカップ2015などでトップリーグの日程が短縮されたため、自動降格を設けず、すべて入替戦となった。トップチャレンジ1の1位がトップリーグ16位、2位がトップリーグ15位、3位がトップリーグ14位、4位がトップリーグ13位と入替戦となる。「トップチャレンジ2」は従来通りである。
2016-2017シーズン
2014-2015シーズンまでの制度に戻されたが、次年度よりトップリーグと地域リーグの間に2部リーグとなる、「ジャパンラグビートップチャレンジリーグ」が新設されることが決定。トップリーグ入替戦で敗戦・引き分けたチーム、「トップチャレンジ2」の2・3位チーム、各地域リーグの3位チームによる「ジャパンラグビートップチャレンジリーグ参入マッチ」の上位2チームが「ジャパンラグビートップチャレンジリーグ」へ参入となった。これにより地域リーグは実質3部以下のリーグへと変更された。
詳細はジャパンラグビートップチャレンジリーグを参照。

### トップチャレンジリーグ昇格
2017-2018シーズン
各地域リーグの優勝チームが「3地域チャレンジ」（3チームによる総当たり）に進み、1位がトップチャレンジリーグへ自動昇格、2位がトップチャレンジリーグ7位との入替戦へ回る。
2017-2018シーズン
トップリーグの日程短縮により「3地域チャレンジ」1位・2位共にトップチャレンジリーグ7位・8位との入替戦へ回る。

## ジャパンラグビーリーグワンへの参入

### ジャパンラグビーリーグワン発足後
2022年にトップリーグ・トップチャレンジの再編により、3部制で行われるジャパンラグビーリーグワンに全国リーグが移管された。主催も、日本ラグビーフットボール協会から一般社団法人ジャパンラグビーリーグワンへ移管された。
地域リーグとリーグワンとの入替戦は実施しない。
リーグワンへの参入を希望する場合は、その募集があるまで（空きが出るまで）待たなければならない。ジャパンラグビーリーグワンは、4年度目の2024-25シーズンからDIVISION3へ参入するチームを、2年度目2023年に初めて募集し、以下の5チームが参入申請を行った。
リーグワンDIVISION3（3部）は、開幕2年度目2022-23シーズンから1チームが欠け、奇数の5チーム体制となり、対戦日程に不便が生じた。上記募集はその改善を目的の一つとしており、新たな参入は1チームまたは3チームにして、リーグワンDIVISION3を偶数チーム数にすることが明らかにされた。
2024年1月31日に発表された審査結果は以下の通り。参入決定チームは、2024-25シーズンからJAPAN RUGBY LEAGUE ONE DIVISION3で活動する。
- ルリーロ福岡（トップキュウシュウAリーグ） - 参入決定
- ヤクルトレビンズ（トップイーストAグループ） - 参入決定
- セコムラガッツ （トップイーストAグループ）- 参入決定
- 秋田ノーザンブレッツRFC（トップイーストAグループ） - 参入ならず
- 日立Sun Nexus茨城（トップイーストBグループ） - 2023年9月末に基準外の判定となる[9]